# 黎夫人 (鄭紀)
黎夫人（？—？），生卒年月不詳，是越南鄭阮紛爭時期鄭主鄭檢高祖父鄭紀夫人。
黎夫人是清華處紹天府永福縣汴上鄉（今屬清化省永祿縣永雄社汴上村）人，事跡不詳，只知她嫁與鄭紀，忌日是農曆四月二十八日，安葬於永福縣槊山鄉（今屬永祿縣永雄社槊山村）。鄭主追封她為慎妃（越南语：／），諡安閒。